# 克鲁格
克鲁格（Kluge, Kruger, Krüger）可以指：

## 人物
Kruger
- 黛安·克魯格（德語：Diane Kruger， 1976年－），德國模特和女演員。
- 莱昂德拉·克鲁格（英語：Leondra Reid Kruger，1976年－），美國法官。
- 保罗·克鲁格（Paul Kruger，1825年—1904年），德兰士瓦共和国（南非共和国）总统。

Krüger
- 西門·赫格斯塔德·克魯格（挪威語：Simen Hegstad Krüger，1993年－），挪威越野滑雪運動員。

von Kluge
- 君特·馮·克魯格（德語：Günther von Kluge，1882年－1944年），德國陸軍將軍。

## 标题文本
- 克卢格

|  | 本页或本分段罗列了姓氏为「克鲁格」的人物。 如果是一个指代特定个人的内链将您引导到本页，請考慮修正該人物的名字以將链接指向正確的條目。 |